# Steirisches Salzkammergut
Koordinaten: 47° 37′ N, 13° 53′ O
Das Steirische Salzkammergut ist der in der Steiermark liegende Teil des Salzkammerguts. Es umfasst das Ausseer Land und das Hinterberger Tal (auch Hinterberg).

## Raumgliederung
Das Steirische Salzkammergut erstreckt sich vom Pötschenpass an der Grenze zu Oberösterreich bis zur Klachauer Höhe an der Grenze zum Ennstal und besteht aus den zwei Kleinregionen Ausseer Land und Hinterberger Tal.
Das Ausseer Land und das Hinterberger Tal waren über Jahrhunderte hinweg wirtschaftlich und administrativ eng miteinander verbunden. Zusammen bilden sie die historisch gewachsene Einheit des Steirischen Salzkammerguts.

## Gemeinden im Steirischen Salzkammergut

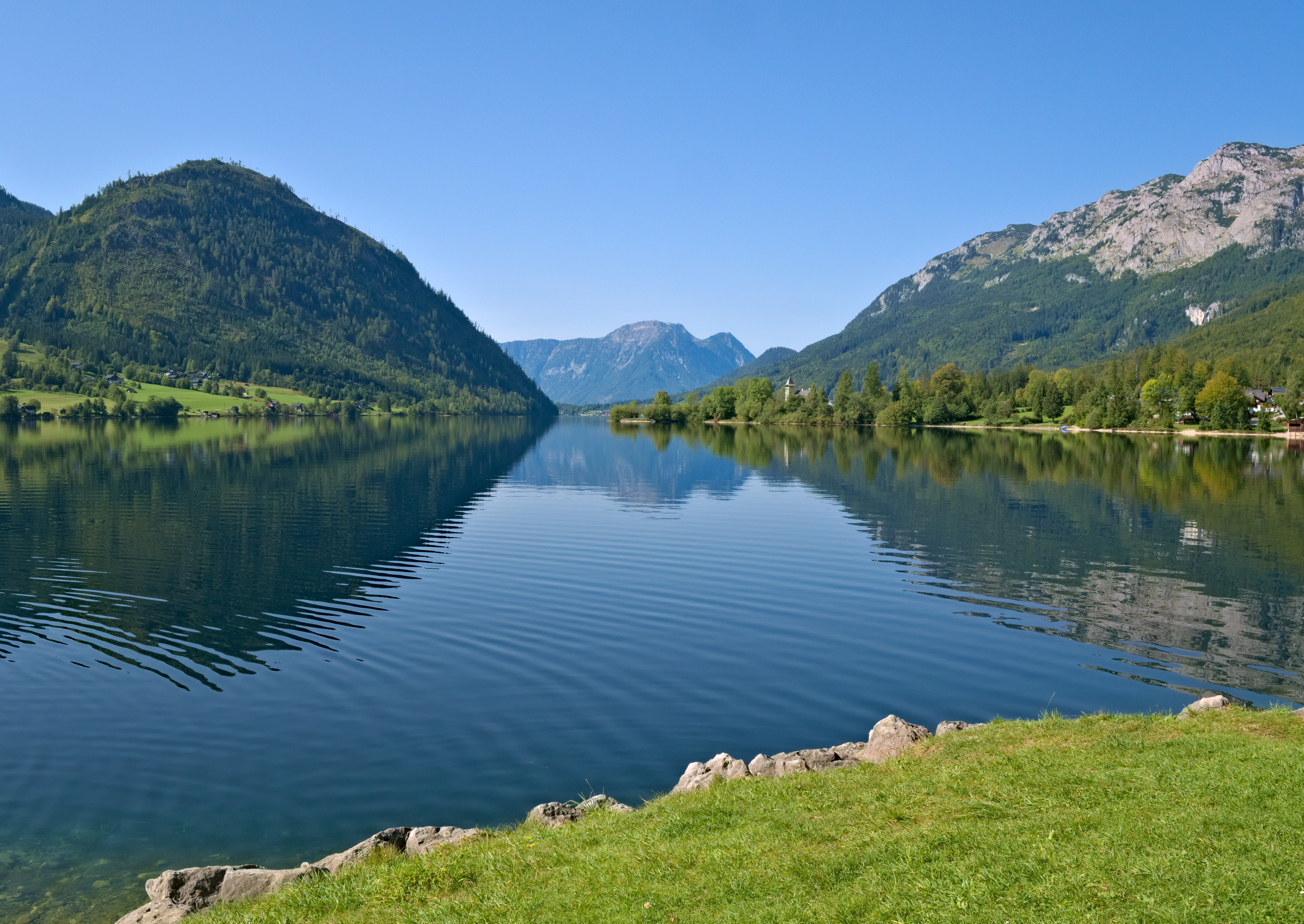
Der Grundlsee

Das Ausseerland umfasst die Gemeinden Altaussee, Bad Aussee und Grundlsee, das Hinterberger Tal das Gemeindegebiet von Bad Mitterndorf. Bis zur Gemeindestrukturreform in der Steiermark 2015 bestanden im Hinterberger Tal auch die eigenständigen Gemeinden Pichl-Kainisch und Tauplitz. Die Stadtgemeinde Bad Aussee bildet das Zentrum des Ausseerlandes und ist als traditioneller Kurort bekannt. Die Ortschaft Bad Mitterndorf ist das Zentrum des Hinterberger Tales und ein wichtiger Kur- und Wintersportort (Grimming-Therme, Skigebiet Tauplitzalm).

## Steirisches Salzkammergut - Ausseerland - Ausseerland Salzkammergut
Die Begriffe Steirisches Salzkammergut und Ausseerland werden oft synonym verwendet. Ein Grund für die gemeinsame Bezeichnung des Steirischen Salzkammerguts als „Ausseerland“ war die bis 2011 für fünf Gemeinden der Region (ausgenommen Tauplitz) zuständige Bezirksverwaltungsbehörde Expositur Bad Aussee. Weiters werden die Gemeinden des Steirischen Salzkammergutes in der Steiermärkischen Raumplanung als Kleinregion Bad Aussee bezeichnet. Bis 2014 sechs, danach vier Gemeinden bilden auch den Tourismusverband Ausseerland Salzkammergut.

## Tourismusregion Ausseerland-Salzkammergut
Das steirische Salzkammergut wird touristisch unter dem Namen Ausseerland Salzkammergut vermarktet. Der heutige Tourismusverband Ausseerland Salzkammergut nach Steiermärkischem Tourismusgesetz 1992 (§ 4 Abs. 3) setzt sich aus den vier Gemeinden Altaussee, Bad Aussee, Grundlsee und Bad Mitterndorf zusammen. Er wurde von den ursprünglich sechs Gemeinden März 2007 gegründet, und im Zuge der Gemeindestrukturreform per 1. Jänner 2015 neu gestaltet. Alle vier Mitgliedsgemeinden sind Tourismusgemeinden der Ortsklasse A.
Dieser Tourismusverband bildet auch eine der acht steirischen Tourismusregionen, und einen von zehn Einzelverbänden der Salzkammergut Tourismus Marketing.
Der Verband bildete auch eine der LEADER-Regionen in der Periode 2007–2013. Seit 2014 wird eine größere Bevölkerungsanzahl gefordert, womit man mit der Bergregion Oberes Ennstal zur LEADER-Region Ennstal–Ausseerland zusammenging.

## UNESCO-Welterbe und Naturschutz
Beinahe das gesamte Steirische Salzkammergut steht unter Naturschutz. Ausgenommen sind nur die Kernsiedlungsräume um Bad Aussee und Altaussee (mit der Hohen Radling), das Schigebiet der Tauplitzalm (ausgenommen: die Seen), sowie ein Gebiet südöstlich von Bad Mitterndorf.
1997 hat die UNESCO Teile des Dachsteingebirges (Teile der Gemeinden Altaussee, Bad Aussee und Bad Mitterndorf), zusammen mit Teilen der Gemeinden Gröbming, Haus im Ennstal und Ramsau am Dachstein, dem inneren Salzkammergut – insbesondere Hallstatt – und den auf Filzmooser Gemeindegebiet liegenden Anteilen am Dachsteinstock zum Welterbe Hallstatt–Dachstein/Salzkammergut (WHS 806) erklärt. Die Grenze der Kernzone (50,5 km² steirischer Anteil) verläuft hier vom Pass Gschütt die Landesgrenze südwärts zum Sarstein, ostwärts über die südlichen Schluchtwände der Koppentraun um den Zinken, südostwärts zum Hochmühleck, südwärts zum Gschreiriedl, südwestwärts zum Bramkogel, hat dann eine Ausstülpung am Kemetgebirge (nach Süden zum Kumpfling und südöstlich weiter zur Stoderalm), dann eine Einbuchtung über Hirzberg und Napfenkofel, und ab hier die Landesgrenze Richtung Dachsteingipfel. Die Pufferzone (120 km² steirischer Anteil) bildet einen etwa einen Kilometer breiten Streifen entlang der Kernzone. Das Areal am Dachstein ist auch als Europaschutzgebiet und Naturschutzgebiet Steirisches Dachsteinplateau (FFH, AT2204000/Nr. 19, 7455 ha respektive NSa 18, Lgbl. 106/2008, 7367 ha) ausgewiesen.

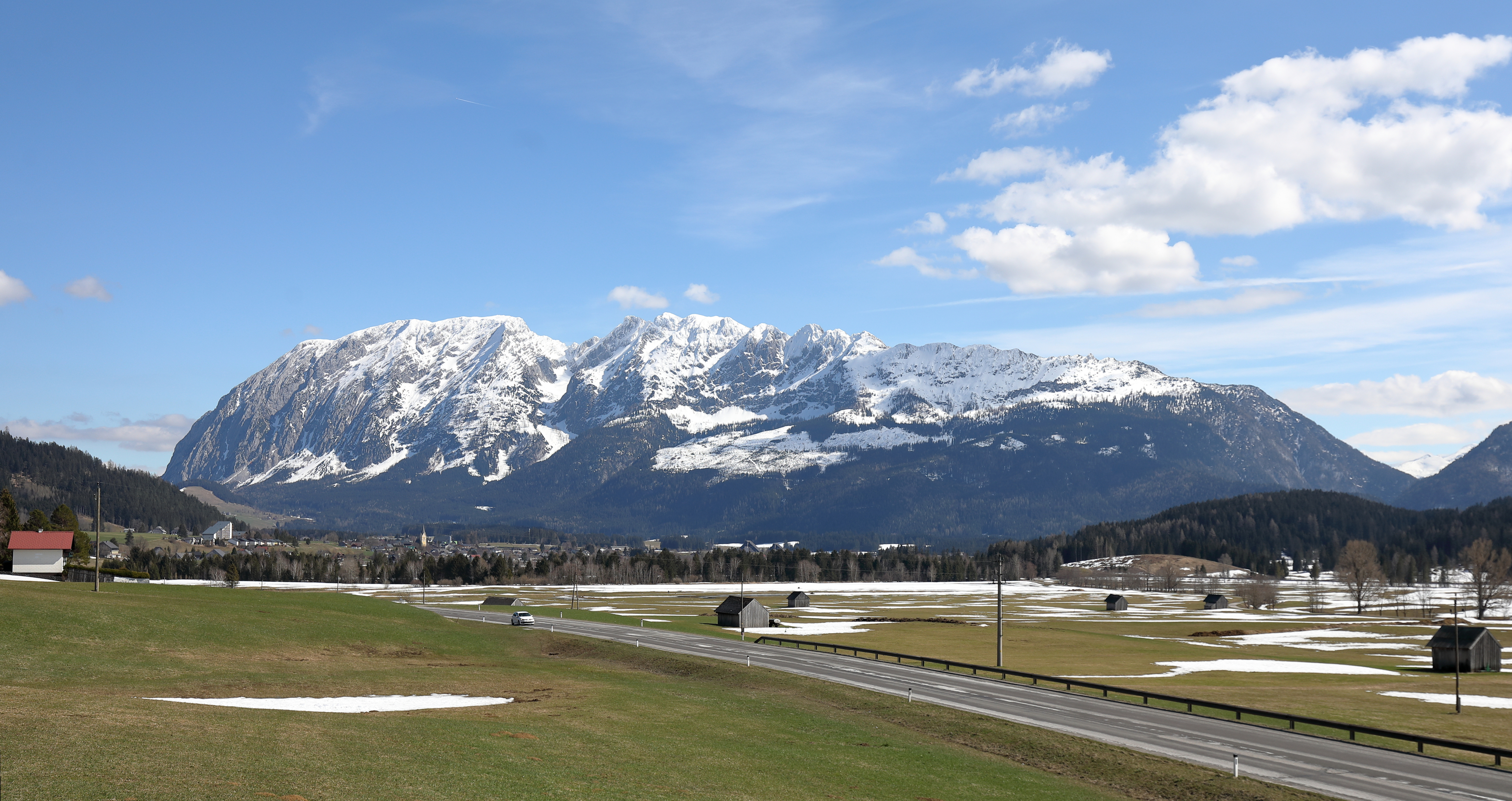
Der Grimming im Hinterberger Tal

Auch das Tote Gebirge ist Europa- und Naturschutzgebiet (FFH/BSG Totes Gebirge mit Altausseer See, AT2243000/Nr. 35, 240 km² resp. Totes Gebirge West und Ost, NSa 16/17, Lgbl. 107 und 108/2008, 159 und 78 km²).
Den Rest der Berglands umfassen die Landschaftsschutzgebiete Salzkammergut–West am Sarstein, Salzkammergut–Ost am Dachstein und Warscheneck-Gruppe (LS14b, 14a, 15, mit 60, 362 resp. 70 km²), die beiden letzteren umfassen noch das ganze linke Ennstal.
Hier finden sich auch noch einige kleinere Naturschutzgebiete, Ödensee (FFH, AT2206000/Nr. 20, NSa 5), Rödschitz- oder Laasenmoor, Obersdorfer Moos, Drei Moorflächen (Bad Mitterndorf) und Mündungsbereich Salza in Stausee Paß Stein (NSc 15, 58, 89 und 17).